# Lukas Königshofer
Lukas Königshofer (Viena, 16 de março de 1989) é um futebolista austríaco, que atua no Stuttgarter Kickers.